# Ruta 918 (Costa Rica)
La Ruta 918, oficialmente Ruta Nacional Terciaria 918, es una ruta nacional de Costa Rica ubicada en la provincia de Guanacaste.

## Descripción
En la provincia de Guanacaste, la ruta atraviesa el cantón de Liberia (el distrito de Liberia).